# Хемолиза
Овај чланак се бави медицинским аспектима хемолизе. За хемолизу у културама микроорганизама погледати Хемолиза (микробиологија)
Хемолиза (грч. αἷμα, хемо- што значи „крв“ и грч. λύσις -лиза, што значи „губљење“, „ослобађање“ или „отпуштање“) је распадање еритроцита (црвених крвних ћелија) и испуштање њиховог садржаја (хемоглобина) у околну течност (крвну плазму). Хемолиза може да се догоди in vivo или in vitro (унутар или изван тела).

## (унутар тела)
хемолизу може да узрокује велики број медицинских стања, укључујући многе Грам-позитивне бактерије (на пример стрептококе, ентерококе, и стафилококе), неке паразите (на пример маларија), неке аутоимуне поремећаје (на пример хемолитичко обољење новорођенчади), и неке генетске поремећаје (на пример српаста анемија или G6PD дефицијенција).

### Стрептококе
Многе врсте рода Стрептокока узрокују хемолизу. Врсте бактерија стрептокока су класификоване по својим хемолитичким својствима.
- Алфа-хемолитичке врсте, укључујући S. pneumoniae, S. mutans, и S. salivarius, оксидирају гвожђе у хемоглобину (боје га тамно зелено у култури).
- Бета-хемолитичке врсте, укључујући S. pyogenes и S. agalactiae, узрокују потпуни распад црвених крвних ћелија.
- Гама-хемолитичке или нехемолитичке, врсте које не изазивају хемолизу и ретко изазивају болест.

### Ентерококе
Род Ентерокока укључује бактерије млечне киселине које су раније биле класификоване као бета-хемолитичка група Д у роду Стрептокока (види горе), укључујући E. faecilis (S. faecalis), E. faecium (S. faecium), E. durans (S. durans), и E. avium (S. avium).

### Стафилококе
Стафилококе представљају још један род Грам-позитивних кока. S. aureus је често бета-хемолитичка врста.

### Паразитска хемолиза
Како процес исхране плазмодијумских паразита оштећује црвене крвне ћелије, маларија се у медицинској литератури понекад назива „паразитском хемолизом“.

### Хемолитичко обољење новорођенчади
Хемолитичко обољење новорођенчади је аутоимунско обољење које је узроковано проласком мајчиних антитела кроз плаценту до фетуса.

### Хемолитичка анемија
Како in vivo хемолиза уништава црвене крвне ћелије, њени неконтролисани хронични или озбиљни случајеви могу да доведу до хемолитичке анемије.

### Хемолитичка криза
Хемолитичку кризу или хиперхемолитичку кризу одликује убрзано уништавање црвених крвних ћелија које доводи до анемије, жутице и ретикулоцитозе. Опасност од хемолитичких криза се често јавља код српасте анемије и G6PD дефицијенције.

##In vitro (у епрувети или уопште изван тела)
хемолизу може да узрокује неправилно руковање крвљу приликом узимања узорака, ефекти механичког процесирања крви, или бактеријска акција у узорку крви.

### Приликом узимања узорка
Већина узрока In vitro хемолизе се тичу поступка узимања узорака. Компликовано узимање узорака, несигурни спојеви, контаминација, неодговарајућа величина игле су међу честим узроцима хемолизе. Претерана сукција (усисавање) може да доведе до тога да се црвене крвне ћелије дословно здробе док пролазе кроз хиподермичку иглу услед турбуленције и физичких сила. До такве хемолизе често долази кад је тешко наћи пацијентову вену или када вена колапсира приликом узимања крви шприцем или модерном вакуумском цеви. Искуство лаборанта и правилна техника узимања крви су кључни фактори у спречавању хемолизе.
 хемолиза приликом узимања узорака може да доведе до нетачних лабораторијских тестова услед контаминације околне плазме садржајем хемолизираних крвних ћелија. На пример, концентрација калијума унутар црвених крвних ћелија је много виша него у плазми и приликом биохемијских анализа хемолизиране крви је уобичајено да се јави знатно повишена концентрација калијума.
 хемолиза такође може да се јави у узорцима крви услед дужег складиштења у неодговарајућим условима (на пример на превисокој или прениској температури).

### Приликом процесирања крви током операције
Код неких хируршких интервенција (посебно током неких операција срца) где се очекује значајан губитак крви, користе се машине за интраоперативно спасавање крви. Процесом центрифуге се сакупља пацијентова крв, црвене крвне ћелије се испирају физиолошким раствором, и враћају у крвни систем пацијента. До хемолизе може да дође ако се центрифуга ротира пребрзо (обично брже од 500 обртаја по минуту). Ово представља извантелесну хемолизу. Неповољна околност је да се хемолиза јавља приликом већег губитка крви јер у тим случајевима поступак враћања крви у крвни систем мора да се обавља већим брзинама како би се спречила хипотензија, pH неравнотежа и друге штетне појаве.

### Услед деловања бактеријске културе
Визуелизација физичке појаве хемолизе у узорцима крви може да се користи као средство за одређивање врста разних инфекција Грам-позитивним бактеријама (на пример, стрептококама).